# Dragan Holcer

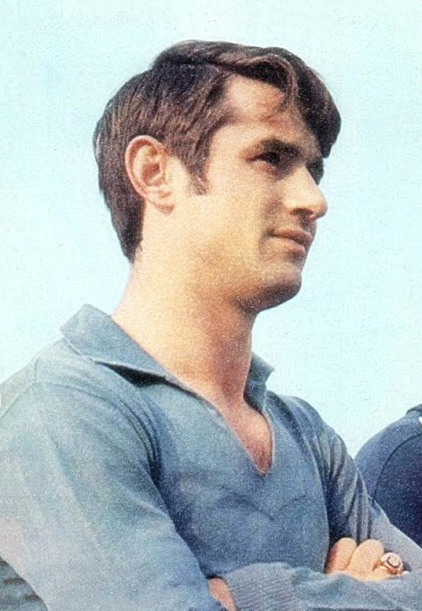
Dragan Holcer

Dragan Holcer (19 de gener de 1945 - 23 de setembre de 2015) fou un futbolista croat de la dècada de 1970.
Va néixer en captivitat a una presó nazi, fill de pare eslovè i mare austro-italiana amb residència a Niš (Sèrbia).
Fou 52 cops internacional amb la selecció iugoslava.
Pel que fa a clubs, defensà els colors de Radnički Niš, Hajduk Split, VfB Stuttgart i Schalke 04.